# Баал I
Баал I (финик. 𐤁𐤏𐤋, Ba‘al — «господин») — царь Тира (около 680 — между 660 и 640 до н. э.).

## Биография

### Начало правления

Тир в составе Ассирии (середина VII века до н. э.)

Баал I, получивший имя в честь Баала, одного из главных финикийских божеств, стал правителем Тира около 680 года до н. э. (возможно, в 682 году до н. э.). Неизвестно точно, кто был его непосредственным предшественником на престоле. Часть историков считает, что это был царь Итобаал, которого иногда отождествляют с одноимённым сидонским царём, но такая идентификация сомнительна. Предыдущим достоверно известным правителем Тира был Элулай, правление которого датируется концом VIII — началом VII века до н. э.

### Отношения с Асархаддоном
В начале 670-х годов до н. э. о Баале I упоминается как о верном даннике ассирийского царя Асархаддона. Вероятно, из желания нанести ущерб торговому сопернику Тира, городу Сидону, Баал I не поддержал восстание, поднятое против ассирийцев царями Абдмилькатом и Сандуарри. Предполагается, что тирцы даже способствовали аресту первого из них, когда тот попытался скрыться от ассирийцев в своих владениях на Кипре. Лояльность Баала I царю Асархаддону полностью оправдалась. После победы над сидонянами в 677 году до н. э. часть захваченных ассирийцами трофеев была передана Асархаддоном царю Тира. В том числе, в 676 году до н. э. к владения Баала I были присоединены ранее принадлежавшие сидонскому правителю города Марубба и Сарепта. Разрушение же Сидона по повелению Асархаддона привело к полной потере этим городом влияния. Предполагается, что такие преференции Баалу I были предоставлены из-за намерения Асархаддона использовать тирский флот для установления полного контроля ассирийцев над Кипром.

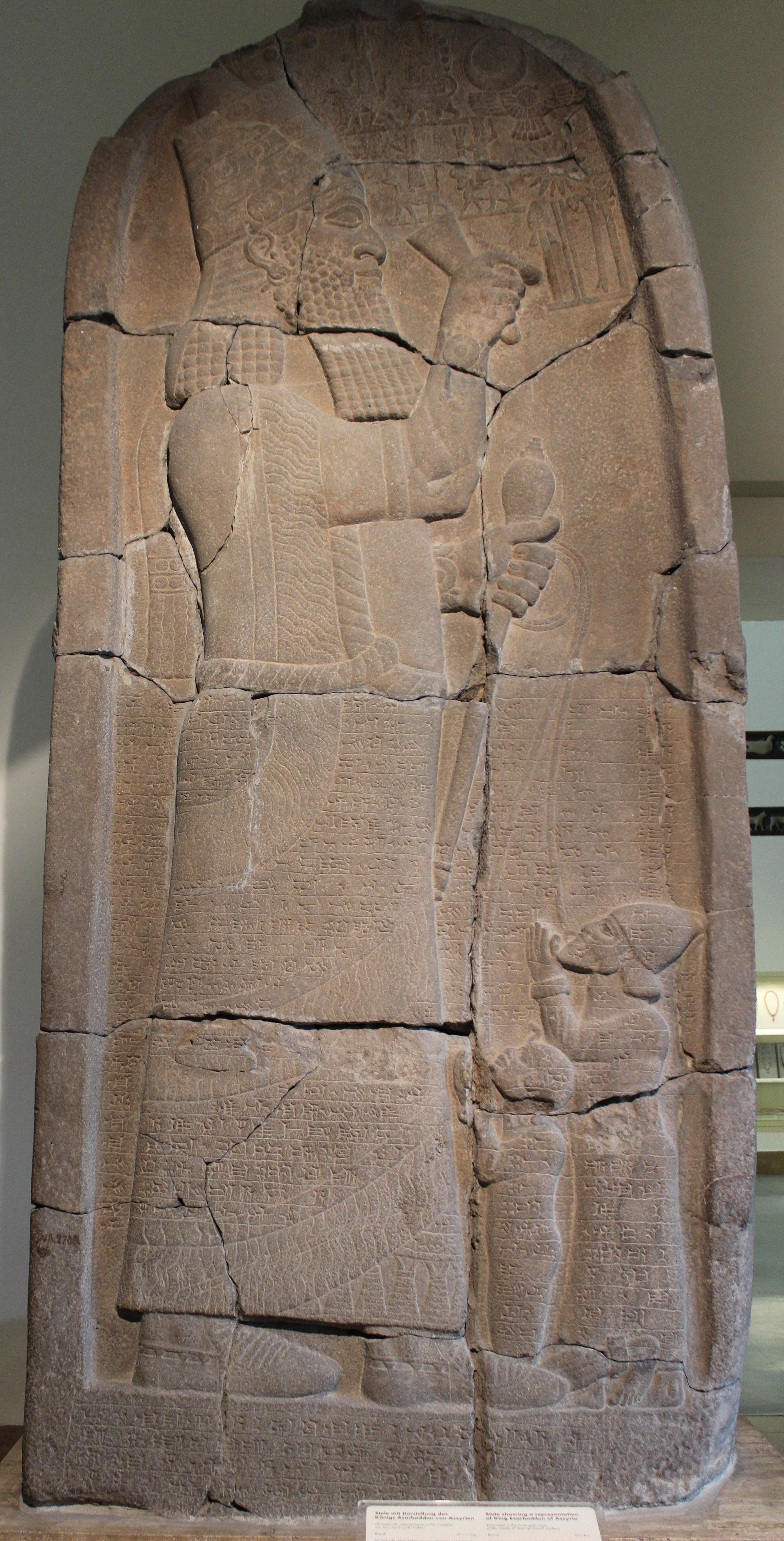
Победная стела Асархаддона. Возможно, стоящая справа фигура — Баал I. Пергамский музей. Берлин

Ассирийские источники сообщают о выплате Баалом I дани ассирийцам в 675 или 673 году до н. э. Тогда он, царь Библа Милкиасап, царь Арвада Матанбаал III, а также другие владетели Финикии и Кипра по повелению Асархаддона предоставили строительные материалы для украшения дворца в ассирийской столице Ниневии. В надписи об этом событии Баал I упоминается первым из данников Асархаддона. Это свидетельствует о том, что тогда царь Тира был наиболее влиятельным из всех финикийских владетелей.
Однако в то же время, продолжая выказывать ассирийскому царю знаки покорности, Баал I вступил в дружеские отношения с египетским фараоном Тахаркой, в то время главным врагом Асархаддона. Вероятно, царь Тира, уверовавший после неудачного похода ассирийцев в Египет в 673 году до н. э. в способность Тахарки противостоять ассирийской армии, намеревался с помощью египтян обрести независимость от Ассирии, правители которой значительно ограничили самовластность тирских царей. В конце 670-х годов до н. э. Баал I прекратил выплату дани Асархаддону и, вероятно, заключил союз с царём Иудеи Манассией, ещё одним данником ассирийцев. Однако иудейский царь был схвачен, увезён в Месопотамию, где был вынужден снова признать себя подвластным Асархаддону (2Пар. 33:11—13). В качестве ответной меры ассирийский царь в 671 году до н. э. совершил новый поход в Египет. Одновременно часть ассирийской армии начала осаду Тира. Надежды Баала I на помощь Тахарки не оправдались: тот сам потерпел от ассирийцев поражение. В ассирийских анналах упоминается, что Тир был лишён подвоза продовольствия и питьевой воды. Хотя в древних источниках о результатах осады не сообщается, вероятно, Баал I был вынужден подчиниться Асархаддону. На Тир правителем Ассирии снова была возложена дань. Кроме того, Баал I должен был выплатить все те средства, что он не додал в ассирийскую казну с начала мятежа, а также отослать ко двору Асархаддона своих дочерей, снабдив их богатым приданым. Также тирский флот поступал в распоряжение ассирийского царя, и тот использовал его для вывоза из Египта захваченных богатств. У Тира были отобраны все его материковые владения, из которых была образована провинция Цури. Таким образом, под властью тирского царя остался только сам город и его дальние колонии.
В честь победы Асархаддона над мятежниками в 670 или 669 году до н. э. была высечена стела. Предполагается, что на ней, кроме Асархаддона, изображён и один из покорённых ассирийцами финикийских правителей. Однако кто эта персона, Баал I или Абдмилькат, точно не известно. На этой же стеле стеле изображён и человек в традиционных для нубийцев одеждах: возможно, это сын фараона Тахарки Ушанхуру, пленённый во время похода ассирийцев в Египет в 671 году до н. э.

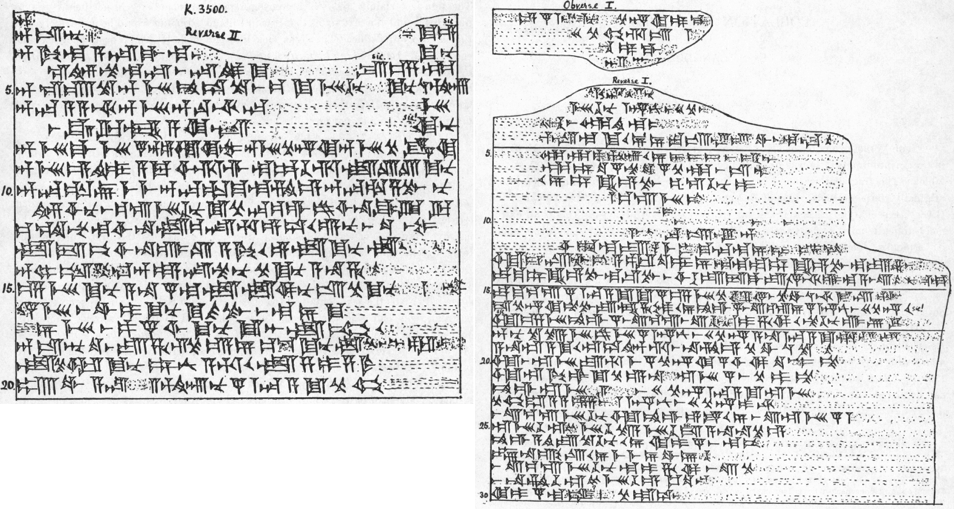
Прорисовка глиняной таблички с договором Асархаддона и Баала I

Возможно, вскоре после примирения с Асархаддоном между Баалом I и правителем Ассирии был заключён договор, глиняная табличка с текстом которого хранится в Британском музее. Согласно этому документу, царь Тира признавал над собой верховную власть ассирийского правителя, обязываясь выплачивать тому дань и оказывать помощь кораблями в войне с мятежниками. Он также соглашался на присутствие в городе особого ассирийского чиновника, который должен был не только наблюдать за соблюдением тирским царём условий договора, но и имел полномочия пресекать любую враждебную Асархаддону деятельность Баала I. Кроме того, царь Тира от имени своих подданных обязался не иметь никаких экономических связей с Египтом. В обмен тирцам были даны некоторые преференции в торговле на территории Ассирийской державы. В том числе, тирские купцы получали разрешение торговать в Акко и Доре.

### Отношения с Ашшурбанапалом
В 669 году до н. э. новым ассирийским царём стал Ашшурбанапал. По приказу этого властителя финикийцы были вынуждены участвовать в войнах ассирийцев с Египтом. В описании вторжения ассирийцев в Египет в 667 году до н. э. Баал I упомянут первым среди всех данников Ашшурбанапала, приславших воинов и корабли для участия в походе. Во время этой военной компании ассирийцам удалось восстановить свой контроль над дельтой и долиной Нила.
Однако расходы на эти походы ложились тяжким бременем на тирцев. Поэтому когда в 663 или 662 году до н. э. Ашшурбанапал снова выступил с войском в Египет, Баал I отказался повиноваться властителю Ассирии. Вслед за ним к восстанию присоединился и царь Арвада Йакинлу. В ответ ассирийцы осадили Тир, построив для этого укрепления и отрезав город от снабжения продовольствием и питьевой водой. Эти действия вынудили Баала I снова признать себя данником Ашшурбанапала и выплатить большу́ю дань. В качестве заложников тирский царь отправил в Ниневию сына Йахимилка, дочерей и племянниц. Сын Баала I вскоре был отпущен на родину, но женщины остались в гареме ассирийского правителя.
Это последнее упоминание о Баале I в исторических источниках. Никаких сведений о его дальнейшей судьбе не сохранилось. Предполагается, что он мог скончаться приблизительно между 660 и 640 годом до н. э. Точно не установлено, кто стал непосредственным преемником Баала I на престоле Тира. Возможно, им был его сын Йахимилк. Следующим достоверно известным тирским правителем был царь Итобаал III, деятельность которого датируется первой половиной VI века до н. э.

## Комментарии
1. ↑  Дата заключения договора между Баалом I и Асархаддоном в тексте отсутствует. Она приблизительно определяется на основании упомянутых в документе условий. Существует также мнение, что договор был заключён в начале правления тирского царя[1].
2. ↑  Другими подвластными Ашшурбанапалу правителями, предоставившими ассирийцам воинов для похода в Египет, были царь Иудеи Манассия, царь Эдома Кавс-габри, царь Моава Мусури, царь аммонитян Амминадаб, три финикийских (в том числе, Милкиасап из Библа и Йакинлу из Арвада) и четыре палестинских властителя, а также десять кипрских владетелей[13].